# Coupe Internationale de Nice
Coupe Internationale de Nice é uma competição internacional de patinação artística no gelo de níveis sênior e júnior, sediado na cidade de Nice, França. A competição é disputada anualmente, e teve sua primeira edição disputada em 1995. Atualmente são disputados disputados quatro eventos: individual masculino, individual feminino e dança no gelo.

## Edições
| Ano  | Edição               | Cidade sede          | Sênior               | Sênior               | Sênior               | Sênior               | Ref                  |
| Ano  | Edição               | Cidade sede          | M                    | F                    | P                    | D                    | Ref                  |
| ---- | -------------------- | -------------------- | -------------------- | -------------------- | -------------------- | -------------------- | -------------------- |
| 1995 | 1.ª                  | Nice                 | •                    | •                    | –                    | –                    | [ 1 ]                |
| 1996 | 2.ª                  | Nice                 | •                    | •                    | –                    | –                    | [ 1 ]                |
| 1997 | 3.ª                  | Nice                 | •                    | •                    | –                    | –                    | [ 1 ]                |
| 1998 | 4.ª                  | Nice                 | •                    | •                    | –                    | –                    | [ 1 ]                |
| 1999 | 5.ª                  | Nice                 | •                    | •                    | –                    | –                    | [ 1 ]                |
| 2000 | 6.ª                  | Nice                 | •                    | •                    | –                    | –                    | [ 1 ]                |
| 2001 | 7.ª                  | Nice                 | •                    | •                    | –                    | –                    | [ 1 ]                |
| 2002 | 8.ª                  | Nice                 | •                    | •                    | •                    | –                    | [ 1 ]                |
| 2003 | 9.ª                  | Nice                 | •                    | •                    | •                    | –                    | [ 2 ]                |
| 2004 | 10.ª                 | Nice                 | •                    | •                    | •                    | –                    | [ 3 ]                |
| 2005 | Não houve competição | Não houve competição | Não houve competição | Não houve competição | Não houve competição | Não houve competição | Não houve competição |
| 2006 | 11.ª                 | Nice                 | •                    | •                    | •                    | –                    | [ 4 ]                |
| 2007 | 12.ª                 | Nice                 | •                    | •                    | •                    | –                    | [ 5 ]                |
| 2008 | 13.ª                 | Nice                 | •                    | •                    | •                    | –                    | [ 6 ]                |
| 2009 | 14.ª                 | Nice                 | •                    | •                    | •                    | •                    | [ 7 ]                |
| 2010 | 15.ª                 | Nice                 | •                    | •                    | •                    | •                    | [ 8 ]                |
| 2011 | 16.ª                 | Nice                 | •                    | •                    | •                    | •                    | [ 9 ]                |
| 2012 | 17.ª                 | Nice                 | •                    | •                    | •                    | •                    | [ 10 ]               |
| 2013 | 18.ª                 | Nice                 | •                    | •                    | •                    | •                    | [ 11 ]               |
| 2014 | 19.ª                 | Nice                 | •                    | •                    | •                    | •                    | [ 12 ]               |
| 2015 | 20.ª                 | Nice                 | •                    | •                    | •                    | •                    | [ 13 ]               |
| 2016 | 21.ª                 | Nice                 | •                    | •                    | •                    | •                    | [ 14 ]               |
| 2017 | 22.ª                 | Nice                 | •                    | •                    | •                    | •                    | [ 15 ]               |

Legenda
- –  Evento não disputado neste ano

## Lista de medalhistas

### Sênior

#### Individual masculino
| Evento               | Ouro                            | Prata                         | Bronze                      |
| Nice 1995            | Terence Besnier · França        |                               |                             |
| Nice 1996            | Terence Besnier · França        |                               |                             |
| Nice 1997            | Oleg Tataurov · Rússia          |                               |                             |
| Nice 1998            | Terence Besnier · França        |                               |                             |
| Nice 1999            | Anton Smirnov · Rússia          |                               |                             |
| Nice 2000            | David Jäschke · Alemanha        | Grégory Reverdiau · França    | Andrei Griazev · Rússia     |
| Nice 2001            | Samuel Contesti · França        |                               |                             |
| Nice 2002            | Konstantin Menshov · Rússia     | Baptiste Porquet · França     | Grégory Reverdiau · França  |
| Nice 2003 (detalhes) | Damien Djordjevic · França      | Baptiste Porquet · França     | Samuel Contesti · França    |
| Nice 2004 (detalhes) | Andrei Griazev · Rússia         | Samuel Contesti · França      | Stanick Jeannette · França  |
| 2005                 | Não houve competição            | Não houve competição          | Não houve competição        |
| Nice 2006 (detalhes) | Andrei Lutai · Rússia           | Przemysław Domański · Polônia | Adrian Schultheiss · Suécia |
| Nice 2007 (detalhes) | Yannick Ponsero · França        | Konstantin Menshov · Rússia   | Jérémie Colot · França      |
| Nice 2008 (detalhes) | Yannick Ponsero · França        | Alban Préaubert · França      | Igor Macypura · Eslováquia  |
| Nice 2009 (detalhes) | Artur Gachinski · Rússia        | Alban Préaubert · França      | Javier Fernández · Espanha  |
| Nice 2010 (detalhes) | Artur Gachinski · Rússia        | Konstantin Menshov · Rússia   | Alban Préaubert · França    |
| Nice 2011 (detalhes) | Keegan Messing · Estados Unidos | Chafik Besseghier · França    | Konstantin Menshov · Rússia |
| Nice 2012 (detalhes) | Keegan Messing · Estados Unidos | Max Aaron · Estados Unidos    | Peter Liebers · Alemanha    |
| Nice 2013 (detalhes) | Tomáš Verner · República Tcheca | Konstantin Menshov · Rússia   | Zhan Bush · Rússia          |
| Nice 2014 (detalhes) | Alexander Petrov · Rússia       | Artur Dmitriev Jr. · Rússia   | Keiji Tanaka · Japão        |
| Nice 2015 (detalhes) | Chafik Besseghier · França      | Alexander Majorov · Suécia    | Dmitry Aliev · Rússia       |
| Nice 2016 (detalhes) | Chafik Besseghier · França      | Anton Shulepov · Rússia       | Makar Ignatov · Rússia      |
| Nice 2017 (detalhes) | Yan Han · China                 | Jorik Hendrickx · Bélgica     | Peter Liebers · Alemanha    |

#### Individual feminino
| Evento               | Ouro                            | Prata                           | Bronze                        |
| Nice 1995            | Magda Gorska · Polônia          |                                 |                               |
| Nice 1996            | Vania Spechia · Suíça           |                                 |                               |
| Nice 1997            | Ekatarina Siniapkina · Rússia   |                                 |                               |
| Nice 1998            | Rita Chabinska · Polônia        |                                 |                               |
| Nice 1999            | Zoya Douchine · Alemanha        |                                 |                               |
| Nice 2000            | Veronika Diewald · Alemanha     | Tatiana Basova · Rússia         | Angela Diewald · Alemanha     |
| Nice 2001            | Sabina Wojtala · Polônia        |                                 |                               |
| Nice 2002            | Tatiana Basova · Rússia         | Anna Jurkiewicz · Polônia       | Veronika Diewald · Alemanha   |
| Nice 2003 (detalhes) | Angelina Turenko · Rússia       | Vanessa Gusmeroli · França      | Martina Sasanelli · Itália    |
| Nice 2004 (detalhes) | Anne-Sophie Calvez · França     | Fleur Maxwell · Luxemburgo      | Alima Gershkovich · Rússia    |
| 2005                 | Não houve competição            | Não houve competição            | Não houve competição          |
| Nice 2006 (detalhes) | Viktória Pavuk · Hungria        | Henrikka Hietaniemi · Finlândia | Viktoria Helgesson · Suécia   |
| Nice 2007 (detalhes) | Viktória Pavuk · Hungria        | Anna Jurkiewicz · Polônia       | Vanessa James · Reino Unido   |
| Nice 2008 (detalhes) | Constanze Paulinus · Alemanha   | Alena Leonova · Rússia          | Stefania Berton · Itália      |
| Nice 2009 (detalhes) | Ksenia Makarova · Rússia        | Valentina Marchei · Itália      | Haruka Imai · Japão           |
| Nice 2010 (detalhes) | Alena Leonova · Rússia          | Valentina Marchei · Itália      | Maé Bérénice Méité · França   |
| Nice 2011 (detalhes) | Polina Agafonova · Rússia       | Natalia Popova · Ucrânia        | Anna Ovcharova · Rússia       |
| Nice 2012 (detalhes) | Polina Korobeynikova · Rússia   | Isabelle Olsson · Suécia        | Kristina Zaseeva · Rússia     |
| Nice 2013 (detalhes) | Maria Artemieva · Rússia        | Kiri Baga · Estados Unidos      | Nathalie Weinzierl · Alemanha |
| Nice 2014 (detalhes) | Elizaveta Tuktamysheva · Rússia | Miyabi Oba · Japão              | Isabelle Olsson · Suécia      |
| Nice 2015 (detalhes) | Elizaveta Tuktamysheva · Rússia | Alena Leonova · Rússia          | Laurine Lecavelier · França   |
| Nice 2016 (detalhes) | Maé-Bérénice Méité · França     | Loena Hendrickx · Bélgica       | Laurine Lecavelier · França   |
| Nice 2017 (detalhes) | Alisa Fedichkina · Rússia       | Li Xiangning · China            | Anna Khnychenkova · Ucrânia   |

#### Duplas
| Evento               | Ouro                                                 | Prata                                          | Bronze                                              |
| Nice 2002            | Julia Karbovskaya · Sergei Slavnov · Rússia          | Dominika Piątkowska · Marcin Świątek · Polônia | nenhum outro competidor                             |
| Nice 2003 (detalhes) | Tatiana Kokoreva · Egor Golovkin · Rússia            | Natalia Shestakova · Pavel Lebedev · Rússia    | Sabrina Lefrançois · Jérôme Blanchard · França      |
| Nice 2004 (detalhes) | Maria Mukhortova · Maxim Trankov · Rússia            | Aliona Savchenko · Robin Szolkowy · Alemanha   | Valeria Simakova · Anton Tokarev · Rússia           |
| 2005                 | Não houve competição                                 | Não houve competição                           | Não houve competição                                |
| Nice 2006 (detalhes) | Yuko Kawaguchi · Alexander Smirnov · Rússia          | Mélodie Chataigner · Medhi Bouzzine · França   | Laura Magitteri · Ondřej Hotárek · Itália           |
| Nice 2007 (detalhes) | Yuko Kawaguchi · Alexander Smirnov · Rússia          | Adeline Canac · Maximin Coia · França          | Mari Vartmann · Florian Just · Alemanha             |
| Nice 2008 (detalhes) | Yuko Kawaguchi · Alexander Smirnov · Rússia          | Chloé Katz · Joseph Lynch · Estados Unidos     | Adeline Canac · Maximin Coia · França               |
| Nice 2009 (detalhes) | Adeline Canac · Maximin Coia · França                | Ksenia Ozerova · Alexander Enbert · Rússia     | Ekaterina Kostenko · Roman Talan · Ucrânia          |
| Nice 2010 (detalhes) | Katarina Gerboldt · Alexander Enbert · Rússia        | Nicole Della Monica · Yannick Kocon · Itália   | Tatiana Novik · Mikhail Kuznetsov · Rússia          |
| Nice 2011 (detalhes) | Stefania Berton · Ondřej Hotárek · Itália            | Katarina Gerboldt · Alexander Enbert · Rússia  | Mary Beth Marley · Rockne Brubaker · Estados Unidos |
| Nice 2012 (detalhes) | Alexa Scimeca · Christopher Knierim · Estados Unidos | Ksenia Stolbova · Fedor Klimov · Rússia        | Nicole Della Monica · Matteo Guarise · Itália       |
| Nice 2013 (detalhes) | Annabelle Prölß · Ruben Blommaert · Alemanha         | Jessica Calalang · Zack Sidhu · Estados Unidos | Maylin Wende · Daniel Wende · Alemanha              |
| Nice 2014 (detalhes) | Nicole Della Monica · Matteo Guarise · Itália        | Vera Bazarova · Andrei Deputat · Rússia        | Mari Vartmann · Aaron Van Cleave · Alemanha         |
| Nice 2015 (detalhes) | Mari Vartmann · Ruben Blommaert · Alemanha           | Miriam Ziegler · Severin Kiefer · Áustria      | Camille Mendoza · Pavel Kovalev · França            |
| Nice 2016 (detalhes) | Anna Dušková · Martin Bidař · República Tcheca       | Miriam Ziegler · Severin Kiefer · Áustria      | Rebecca Ghilardi · Filippo Ambrosini · Itália       |
| Nice 2017 (detalhes) | Yu Xiaoyu · Zhang Hao · China                        | Annika Hocke · Ruben Blommaert · Alemanha      | Kim Kyu-eun · Alex Kam · Coreia do Sul              |

#### Dança no gelo
| Evento               | Ouro                                             | Prata                                                  | Bronze                                         |
| Nice 2009 (detalhes) | Chloé Ibanez · Marien dela Asuncion · França     | Henna Lindholm · Ossi Kanervo · Finlândia              | nenhum outro competidor                        |
| Nice 2010 (detalhes) | Pernelle Carron · Lloyd Jones · França           | Lorenza Alessandrini · Simone Vaturi · Itália          | Penny Coomes · Nicholas Buckland · Reino Unido |
| Nice 2011 (detalhes) | Valeria Starygina · Ivan Volobuiev · Rússia      | Pernelle Carron · Lloyd Jones · França                 | Sara Hurtado · Adrià Díaz · Espanha            |
| Nice 2012 (detalhes) | Ksenia Monko · Kirill Khaliavin · Rússia         | Valeria Starygina · Ivan Volobuiev · Rússia            | Irina Shtork · Taavi Rand · Estônia            |
| Nice 2013 (detalhes) | Gabriella Papadakis · Guillaume Cizeron · França | Lorenza Alessandrini · Simone Vaturi · Itália          | Ksenia Monko · Kirill Khaliavin · Rússia       |
| Nice 2014 (detalhes) | Penny Coomes · Nicholas Buckland · Reino Unido   | Olivia Smart · Joseph Buckland · Reino Unido           | Lolita Yermak · Alexei Shumski · Ucrânia       |
| Nice 2015 (detalhes) | Cecilia Törn · Jussiville Partanen · Finlândia   | Lorenza Alessandrini · Pierre Souquet-Basiege · França | Carolane Soucisse · Simon Tanguay · Canadá     |
| Nice 2016 (detalhes) | Marie-Jade Lauriault · Romain Le Gac · França    | Katharina Müller · Tim Dieck · Alemanha                | Oleksandra Nazarova · Maxim Nikitin · Ucrânia  |
| Nice 2017 (detalhes) | Penny Coomes · Nicholas Buckland · Reino Unido   | Wang Shiyue · Liu Xinyu · China                        | Marie-Jade Lauriault · Romain Le Gac · França  |